# Flotte de la Compagnie générale de navigation sur le lac Léman
Cet article présente la liste des bateaux actuels de la Compagnie générale de navigation sur le lac Léman (CGN), avec leurs principales caractéristiques techniques.

## Liste des bateaux de la CGN
| Nom                                                       | Mise en service | Principales transformations (en gras : totale)         | Constructeur     | Moteur         | Dimensions | Dimensions | Capacité voyageurs | Capacité voyageurs | Puissance actuelle | Puissance actuelle | Vitesse max. | Sister-ship       | Remarques                                           | Illustration |
| --------------------------------------------------------- | --------------- | ------------------------------------------------------ | ---------------- | -------------- | ---------- | ---------- | ------------------ | ------------------ | ------------------ | ------------------ | ------------ | ----------------- | --------------------------------------------------- | ------------ |
| Nom                                                       | Mise en service | Principales transformations (en gras : totale)         | Constructeur     | Moteur         | longueur   | largeur    | à l'origine        | actuelle           | CV                 | kW                 | Vitesse max. | Sister-ship       | Remarques                                           | Illustration |
| Bateaux à vapeur et à roues à aubes                       |                 |                                                        |                  |                |            |            |                    |                    |                    |                    |              |                   |                                                     |              |
| S/S Montreux                                              | 1904            | 1958-1962 Diesel 1998-2001 revaporisation              | Sulzer Frères    | Sulzer         | 67,80 m    | 14,30 m    | 1 100              | 560                | 884 CV             | 650 kW             | 28 km/h      | Général-Dufour    | Propulsion Diesel-électrique entre 1962 et 2001     |              |
| S/S La Suisse II                                          | 1910            | 1960 mazout 1970-1971 2007-2009                        | Sulzer Frères    | Sulzer         | 78,50 m    | 15,90 m    | 1 500              | 900                | 1 400 CV           | 1 030 kW           | 29 km/h      |                   | Bateau-amiral de la flotte « Belle Époque »         |              |
| S/S Savoie                                                | 1914            | 1966-1967 + mazout 2004-2006                           | Sulzer Frères    | Sulzer         | 67,80 m    | 14.30 m    | 1 100              | 690                | 898 CV             | 660 kW             | 27 km/h      | Valais            |                                                     |              |
| S/S Simplon III                                           | 1920            | 1959 mazout 1967-1968 partielle 2003-2005 et 2010-2011 | Sulzer Frères    | Sulzer         | 78.50 m    | 15.90 m    | 1 600              | 850                | 1 400 CV           | 1 030 kW           | 30 km/h      | Helvétie II       | Rénovation 2004-05 suite explosion conduit cheminée |              |
| S/S Rhône III                                             | 1927            | 1960 mazout 1968-69 partielle 1996 et 2002-03          | Sulzer Frères    | Sulzer         | 67,80 m    | 14.30 m    | 1100               | 850                | 850 CV             | 625 kW             | 27 km/h      |                   | Dernier bateau à vapeur construit pour le Léman     |              |
| Bateaux à propulsion Diesel-électrique et à roues à aubes |                 |                                                        |                  |                |            |            |                    |                    |                    |                    |              |                   |                                                     |              |
| M/S Vevey                                                 | 1907            | 1953-55 Diesel 2012-2013                               | Sulzer Frères    | Sulzer – BBC   | 65.50 m    | 14.00 m    | 1 000              | 750                | 700 CV             | 500 kW             | 27 km/h      | Italie II         | Remis en service fin 2014 après rénovation          |              |
| M/S Italie II                                             | 1908            | 1955-58 Diesel 2015-2016                               | Sulzer Frères    | Sulzer – BBC   | 65.50 m    | 14.00 m    | 1 000              | 750                | 700 CV             | 540 kW             | 27 km/h      | Vevey             | Remis en service fin 2016 après rénovation          |              |
| M/S Helvétie II                                           | 1926            | 1961-62 mazout partielle 1973 1975-77 Diesel           | Sulzer Frères    | MAN            | 78.50 m    | 15.90 m    | 1 600              | 1 400              | -                  | -                  | -            | Simplon III       | Hors service depuis 2002                            |              |
| Bateaux modernes                                          |                 |                                                        |                  |                |            |            |                    |                    |                    |                    |              |                   |                                                     |              |
| M/S Henry-Dunant                                          | 1963            | 2002                                                   | Bodan-Werft (de) | Saurer         | 50.18 m    | 9.80 m     | 700                | 700                | 2 x 450 CV         | 2 x 330 kW         | 20 km/h      | Général-Guisan    |                                                     |              |
| M/S Général-Guisan                                        | 1964            | 1998                                                   | Bodan-Werft      | Saurer         | 50.18 m    | 9.80 m     | 700                | 700                | 2 x 450 CV         | 2 x 330 kW         | 20 km/h      | Henry-Dunant      |                                                     |              |
| M/S Ville-de-Genève II                                    | 1978            | 2013-2014 transport public (à la base : croisière)     | Bodan-Werft      | General Motors | 47.20 m    | 9.40 m     | 560                | 560                | 2 x 545 CV         | 2 x 400 kW         | 20 km/h      | Chablais II       |                                                     |              |
| M/S Léman V                                               | 1990            |                                                        | ÖSWAG (de)       | MAN            | 49.60 m    | 9.00 m     | 850                | 780                | 1 400 CV           | 1 040 kW           | 20 km/h      |                   |                                                     |              |
| M/S Lausanne II                                           | 1991            |                                                        | ÖSWAG            | Sulzer         | 78.80 m    | 13.40 m    | 1 500              | 1 200              | 2 x 1 185 CV       | 2 x 870 kW         | 20 km/h      |                   | Bateau-amiral de la CGN                             |              |
| Vedettes                                                  |                 |                                                        |                  |                |            |            |                    |                    |                    |                    |              |                   |                                                     |              |
| M/S Col-Vert                                              | 1960            | 2002                                                   | Bodan-Werft      | Saurer         | 28.30 m    | 5.80 m     | 150                | 130                | 400 CV             | 295 kW             | 20 km/h      | Grèbe (2005:SMGN) |                                                     |              |
| M/S Lavaux                                                | 2006            |                                                        | S.E.E. Merré     | MAN            | 30.80 m    | 7.40 m     | 200                | 200                | 2 x 720 CV         | 2 x 530 kW         | 30 km/h      | Morges, Valais II |                                                     |              |
| M/S Morges                                                | 2006            |                                                        | S.E.E.Merré      | MAN            | 30.80 m    | 7.40 m     | 200                | 200                | 2 x 720 CV         | 2 x 530 kW         | 30 km/h      | Lavaux, Valais II |                                                     |              |
| M/S Valais II                                             | 2008            |                                                        | S.E.E.Merré      | MAN            | 30.80 m    | 7.40 m     | 200                | 200                | 2 x 720 CV         | 2 x 530 kW         | 28 km/h      | Morges, Lavaux    | 1er bateau CGN équipé de 2 filtres à particules     |              |

## Liste des anciens bateaux de la CGN
| longueur                            | largeur      | CV                                                 | kW                          |                             |                          |         |                                     |                                             |            |                                                   |          | |  |
| Bateaux à vapeur et à roues à aubes |              |                                                    |                             |                             |                          |         |                                     |                                             |            |                                                   |          | |  |
| S/S Major Davel I                   | 1892 - 1968  |                                                    | Escher Wyss, Zurich         | Escher Wyss, Zurich         | 51.90 m 54.35 m dès 1911 | 11.40 m | 600                                 | 2 x 250 CV                                  |            | 27.1 km/h                                         |          | Démoli en 1990 au Bouveret                                                                            |  |
| S/S Genève                          | 1896 - 1973  | transformé en 1934 : moteur diesel-électrique      | Sulzer Frères, Winterthour  |                             | 63.4                     | 13.95 m | 1 000 (avant 1934) 850 (après 1934) | 890 ch (avant 1934) 2 × 535 ch (après 1934) |            | 25 km/h(avant 1934) 27,5 à 29,1 km/h (après 1934) |          | Navire musée-restaurant depuis 1974                                                                   |  |
| S/S Lausanne I                      | 1900 - 1968? | transformé en 1948-1949 : moteur diesel-électrique | Sulzer Frères, Winterthour  |                             | 60                       | 13.6 m  | 850 (avant 1948) 900 (dès 1949)     | 650 ch (avant 1948) 600 ch (dès 1949)       |            | 27,3 km/h (avant 1948) 27,5 km/h (dès 1949)       |          | Démoli en 1978 à Ouchy                                                                                |  |
| S/S Général Dufour                  | 1905 - 1966  |                                                    | Sulzer Frères, Winterthour  |                             | 67.8                     | 14.3 m  | 1100                                | 1016 CV                                     |            | 28.55 km/h                                        | Montreux | Démoli en 1977 à Ouchy                                                                                |  |
| S/S Valais                          | 1913 - 1962  |                                                    | Sulzer Frères, Winterthour  |                             | 67.8                     | 14.3 m  | 1100                                | 900 CV                                      |            | 27.5 km/h                                         | Savoie   | Utilisé de 1966 à 2000 comme bateau-restaurant ancré devant le Jardin Anglais, démoli en 2003 à Ouchy |  |
| Bateaux modernes                    |              |                                                    |                             |                             |                          |         |                                     |                                             |            |                                                   |          | |  |
| M/S Chablais II                     | 1974 - 2010  | -                                                  | Schiffswert AG, Linz        | GM SA, Bienne               | 46.10 m                  | 8.40 m  | 500                                 | 2 x 340 CV                                  |            |                                                   |          | |  |
| Vedettes                            |              |                                                    |                             |                             |                          |         |                                     |                                             |            |                                                   |          | |  |
| Hydroptère                          |              |                                                    |                             |                             |                          |         |                                     |                                             |            |                                                   |          | |  |
| M/S Albatros                        | 1964 - 1972  | -                                                  | Leopoldo Rodriquez, Messine | Moteur diesel Mercedes-Benz | 20.90 m                  | 7.40 m  | 78                                  | 1350 CV                                     |            | 64 km/h                                           | -        | Construit à l'occasion de l'Exposition nationale suisse de 1964                                       |  |
| Navibus (Hydrojet)                  |              |                                                    |                             |                             |                          |         |                                     |                                             |            |                                                   |          | |  |
| M/S Coppet                          | 2007 - 2022  |                                                    | S.E.E.Merré                 | Caterpillar                 | 24.78 m                  | 7.10 m  | 120                                 | 2 x 1 225 CV                                | 2 x 900 kW | 50 km/h                                           | Genève   | Désarmé fin 2022                                                                                      |  |
| M/S Genève                          | 2007 - 2022  |                                                    | S.E.E.Merré                 | Caterpillar                 | 24.78 m                  | 7.10 m  | 120                                 | 2 x 1 225 CV                                | 2 x 900 kW | 50 km/h                                           | Coppet   | Désarmé fin 2022, démantelé à l'été 2023                                                              |  |